# Gustavo Huerta
Gustavo Ernesto Huerta Araya (* 15. Oktober 1957 in Ovalle) ist ein ehemaliger chilenischer Fußballspieler und -trainer. Er spielte ein Mal für die Nationalmannschaft Chiles und gewann mit dem CD Cobresal 1987 die Copa Chile.

## Spielerkarriere

### Verein
Gustavo Huerta spielte in der Jugend des CF Universidad de Chile. Sein Debüt im Profifußball gab Huerta 1976 bei Deportes Ovalle. Die erfolgreichste Zeit als Spieler erlebte der Mittelfeldspieler, der auch häufig in der Abwehr eingesetzt wurde, im Trikot des CD Cobresal, mit dem er 1983 Meister der Segunda División wurde und 1987 die Copa Chile gewann.

### Nationalmannschaft
Sein einziges Länderspiel absolvierte Gustavo Huerta im Dezember 1987 beim 1:2 im Freundschaftsspiel gegen Brasilien.

## Trainerkarriere
Nach Ende der aktiven Fußballkarriere widmete sich Gustavo Huerta dem Trainerjob. 1991 wurde er direkt Trainer des CD Cobresal, wo er noch ein Jahr zuvor auf dem Spielfeld stand. Mit Deportes Ovalle wurde der einmalige Nationalspieler Drittligameister, bei Deportes La Serena gelang dem Trainer die Meisterschaft der Primera B. Bei der Fußball-Weltmeisterschaft 1998 in Frankreich assistierte Huerta dem chilenischen Nationaltrainer Nelson Acosta. Er trainierte weitere chilenische Klubs sowie 2003 bis 2004 den Club Bolívar aus Bolivien. 2017 kehrte Huerta zum CD Cobresal zurück, wo er als Trainer seine vierte Amtszeit annahm.

## Erfolge

### Spieler
CD Cobresal
- Zweitligameister: 1983
- Copa Chile: 1987

### Trainer
Deportes Ovalle
- Drittligameister: 1993

Deportes La Serena
- Zweitligameister: 1996

Deportes Antofagasta
- Zweitligameister: 2011